# Prince of Persia : Les Sables oubliés
Prince of Persia : Les Sables oubliés (Prince of Persia: The Forgotten Sands) est un jeu vidéo développé et édité par Ubisoft. Il est sorti le 18 et 20 mai 2010 sur PlayStation 3, Xbox 360, PlayStation Portable, Wii et Nintendo DS en Amérique du Nord et en Europe respectivement. La sortie sur Windows a été décalée pour juin 2010. Nouvel épisode de la série Prince of Persia, le jeu reprend l'histoire de Prince of Persia : Les Sables du temps (contrairement à son prédécesseur qui avait pris une nouvelle direction). L'histoire se situe entre Les Sables du temps et L'Âme du guerrier.

## Histoire
Le Prince quittera pour un temps les terres d'Azad pour se rendre dans le royaume de son frère. Ce dernier est visiblement en proie à de grosses difficultés puisque le palais royal est assiégé par une puissante armée. Malik, le frère du prince décide alors, pour vaincre ses ennemis de libérer l'armée de Salomon, une puissante armée légendaire qui, selon Malik, pourrait facilement éradiquer l'envahisseur. Malheureusement, il se révèle que l'armée n'obéit pas à Malik et se retourne plutôt contre lui. Le prince recevra alors des pouvoirs du temps comme le retour dans le temps et la visualisation du passé qui permet de revoir l'endroit comme il était avant. Il utilisera des capacités comme courir sur les murs, grimper et utiliser les éléments pour vaincre le grand Ratash et libérer le royaume du joug de l'armée des sables.

## Système de jeu
Le gameplay des Sables Oubliés permet de retrouver toutes les acrobaties exclusives à la série. Il a aussi introduit plusieurs nouveautés comme la capacité à solidifier l'eau.on cite également des "combats à grande échelle" contre des hordes d'ennemis,le prince possède aussi des nouveaux pouvoirs pour contrôler le temps.

## Promotion
Une bande-annonce a été diffusée durant le Spike Video Game Awards 2009.